# Варлаам (Ясинський)
Варлаа́м Яси́нський (1627, Берестейське воєводство, Річ Посполита — 4 вересня 1707, Київ, Гетьманщина) — український церковний діяч, митрополит Київський, Галицький та всієї Малої Русі.
У 1667-1673 роках — ректор Києво-Могилянської Академії, з 1684 року — архімандрит Києво-Печерського монастиря. Відстоював непідлеглість Київської митрополії, відмовився отримати ставлення з Москви.
Був обраний митрополитом на Соборі ієрархів Київської митрополії уже по офіційному підпорядкуванні української церкви московському патріархату. Як митрополит (1690—1707) був покровителем культури, за його ініціативою був опрацьований текст «Четьї мінеї», перекладене слов'янською мовою «Православне ісповідання віри» тощо. Залишив церковно-релігійні твори, автор віршів, послань, листів, проповідей, полемічних трактатів.

## Біографія
Був вихованцем Київського колегіуму, в якому навчався за часів ректорства архімандрита Лазаря Барановича. Вчився у західноєвропейських навчальних закладах. Слухав лекції в університетах Польщі й Чехії, отримав ступінь доктора філософії.
Повернувшись в Україну, прийняв чернечий постриг у Києво-Печерській лаврі, став керувати Печерською друкарнею. При ньому було видано в Лаврі «Четьї Мінеї» Дмитрія Ростовського з власною передмовою, відредаговано і видано анонімний «Літописець», де описані події вітчизняної та світової історії. Сам Варлаам (Ясинський) — автор багатьох віршів, послань, полемічних трактатів, проповідей, листів. При ньому в Києво-Печерському монастирі було встановлено святкування Соборів преподобних отців Ближніх і Дальніх печер.
У 1669 році видав російському воєводі кн. Козловському брата щойно скинутого з гетьманства Дем'яна Многогрішного, Василя Ігнатовича, який шукав прихистку в Києві.
У 1690 році обрано на митрополита Київського, Галицького і всієї Малої Русі. Гетьман Іван Мазепа добився надання йому титул екзарха Московського патріарха. Тодіж зрікся посади архимандрита Києво-Печерської лаври, очільником якої став Михайло Вуєхович-Височинський.
1691 року за розпорядженням митрополита Варлаама у Ближніх печерах Києво-Печерського монастиря було викопано третю підземну церкву в ім'я преподобного Варлаама, ігумена печерського. Владика Варлаам розбудовував Київську академію, залучаючи туди найкращих на той час викладачів: Стефана (Яворського), Іоасафа (Кроковського), Христофора (Чарнуцького), Феофана (Прокоповича). За розпорядженням Ясинського в Академії було поновлено математичний клас. Митрополит докладав зусиль, щоб обмежити виклики могилянців на викладацькі та вищі ієрархічні посади в Росію. В цей період в Академії йшло будівництво нового навчального корпусу (Мазепиного), Богоявленського собору, інтенсивно поповнювалась бібліотека. За час перебування на Київській митрополичій кафедрі Варлаама (Ясинського) Академія досягла найвищого розвитку й отримала титул Могилянсько-Мазепинська.
Помер 4 вересня 1707 року, похований в Успенському соборі Києво-Печерської лаври.